# Annika Morgan
Annika Morgan (ur. 12 lutego 2002 w Garmisch-Partenkirchen) – niemiecka snowbordzistka specjalizująca się w big airze i slopestyle, olimpijka z Pekinu 2022, wicemistrzyni igrzysk olimpijskich młodzieży i mistrzostw świata juniorów.

## Udział w zawodach międzynarodowych
| Impreza                        | Rok  | Gospodarz         | big air | slopestyle |
| ------------------------------ | ---- | ----------------- | ------- | ---------- |
| Igrzyska olimpijskie           | 2022 | Pekin             | 10      | 8          |
| Mistrzostwa świata             | 2021 | Aspen             | 9       | 7          |
| Mistrzostwa świata             | 2023 | Bakuriani         | 6       | 12         |
| Mistrzostwa świata juniorów    | 2017 | Szpindlerowy Młyn | 22      | 13         |
| Mistrzostwa świata juniorów    | 2018 | Cardrona          | 9       | 02 !       |
| Mistrzostwa świata juniorów    | 2019 | Kläppen           | 02 !    | 8          |
| Igrzyska olimpijskie młodzieży | 2020 | Lozanna           | 02 !    | DNS        |